# Ruine Simmenegg
Die Ruine Simmenegg, auch Simieta genannt, ist die Ruine einer mittelalterlichen Höhenburg aus dem 13. Jahrhundert in der Gemeinde Boltigen im Kanton Bern.

## Lage und Beschreibung
Die Burgruine liegt auf 860 m ü. M. etwa 1,6 km von der Gemeinde Boltigen entfernt. Sie wurde auf einer felsigen Anhöhe links der Simme gebaut. Die Burg bestand aus einem Bergfried, dem an der Nordostseite ein Palas angebaut war. Diese beiden Gebäudeteile, waren an drei Seiten von einer Ringmauer umgeben. Der Zugang erfolgte an der von der Simme abgewandten Seite über eine Zugbrücke.

## Geschichte
Die Burg Simmenegg wurde 1276 zum ersten Mal unter dem Namen Simieta als Lehen des Kaisers erwähnt. Zu Beginn des 14. Jahrhunderts werden die Freiherren von Weissenburg, damals die mächtigsten Herren im Niedersimmental, als Lehnsträger genannt. Um 1300 zog Peter von Weißenburg seinen Schwiegersohn Thüring von Brandis als weiteren Lehnsträger bei. 1337 wurde Thüring von Brandis Bürger der Stadt Bern und mit ihm auch sein Lehen, die Simmenegg. Als 1368 die Freiherren von Weissenburg im Mannesstamm ausstarben, wurden die Freiherren von Brandis alleinige Lehnträger der Burg. Von seinem Onkel, Thüring der 2. von Brandis, erbte Rudolf von Aarburg 1374 die Burg. Sein Erbe wurde ihm aber von Mangold von Brandis streitig gemacht. Als dieser sich in der Simmenegg festsetzen wollte, erhoben sich im Jahre 1378 die Talleute des Simmentals gegen ihn. Die Stadt Bern griff in den Streit ein und sprach die Herrschaft Simmenegg Rudolf von Aarburg zu. Dieser verkaufte sie dann im Jahr 1391 an die Stadt Bern. Die Herrschaft Simmenegg wurde der Kastlanei Obersimmental angegliedert und die Burg dem Zerfall überlassen. Heute sind lediglich noch einige Mauerreste vorhanden.